# Пятая Гора (деревня)
Пя́тая Гора́ — деревня в Калитинском сельском поселении Волосовского района Ленинградской области.

## История
Поселение упоминается в 1747 году во владении подполковника Ивана Ивановича Плата.
Упоминается на карте Санкт-Петербургской губернии Я. Ф. Шмидта 1770 года как мыза Пятогорская.
На карте Санкт-Петербургской губернии Ф. Ф. Шуберта 1834 года она обозначена как деревня Пятая Гора Брискорн.

ПЯТАЯ ГОРА — деревня принадлежит Левшиной, действительной статской советнице, число жителей по ревизии: 24 м. п., 22 ж. п.

При ней: Церковь каменная во имя Святой Троицы. (1838 год)

На карте профессора С. С. Куторги 1852 года деревня обозначена как Пятая Гора Волковой.

ПЯТАЯ ГОРА — деревня генерал-майорши Волковой, по просёлочной дороге, число дворов — 9, число душ — 16 м. п. (1856 год)

ПЯТАЯ ГОРА — деревня владельческая при колодце и пруде, по просёлочной дороге от с. Рожествена к казённой Изварской лесной даче по правую сторону этой дороги, число дворов — 9, число жителей: 20 м. п., 30 ж. п. 

ПЯТИГОРСКАЯ — мыза владельческая там же, число дворов — 4, число жителей: 16 м. п., 7 ж. п. (1862 год)

В 1863 году временнообязанные крестьяне деревни выкупили свои земельные наделы у М. В. Волконской и стали собственниками земли.

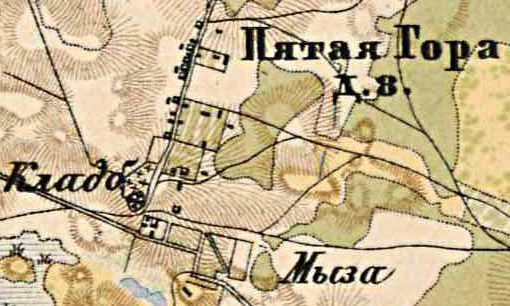
План деревни Пятая Гора. 1885 год

В 1885 году деревня насчитывала 8 дворов. На южной окраине деревни находилось кладбище и мыза.
Согласно материалам по статистике народного хозяйства Царскосельского уезда 1888 года мыза Пятая Гора площадью 8854 десятины принадлежала дворянке З. С. Винницкой, мыза была приобретена в 1877 году за 31 635 рублей. Две мельницы, рыбные ловли, охота, право собирать валежник, сухостой и драть кору сдавались в аренду.
В конце XIX — начале XX века деревня административно относилась к Сосницкой волости 2-го стана Царскосельского уезда Санкт-Петербургской губернии.
По данным «Памятной книжки Санкт-Петербургской губернии» за 1905 год, мыза Пятая Гора площадью 8067 десятин принадлежала жене надворного советника Зинаиде Семёновне Винницкой.
К 1913 году количество дворов увеличилось до 12.
В 1917 году деревня Пятая Гора входила в состав Сосницкой волости Царскосельского уезда.
С 1917 по 1922 год деревня Пятая Гора входила в состав Озёрского сельсовета Калитинской волости Детскосельского уезда.
С 1922 года в составе Пятигорского сельсовета.
С 1923 года в составе Озёрского сельсовета Венгиссаровской волости Троцкого уезда.
С 1924 года в составе Калитинского сельсовета.
Согласно данным переписи населения СССР 1926 года в деревне Пятая Гора проживали 84 человека, большинство русские, а также эстонцы.
С 1927 года в составе Волосовского района.
По административным данным 1933 года деревня Пятая Гора входила в состав Калитинского сельсовета Волосовского района.

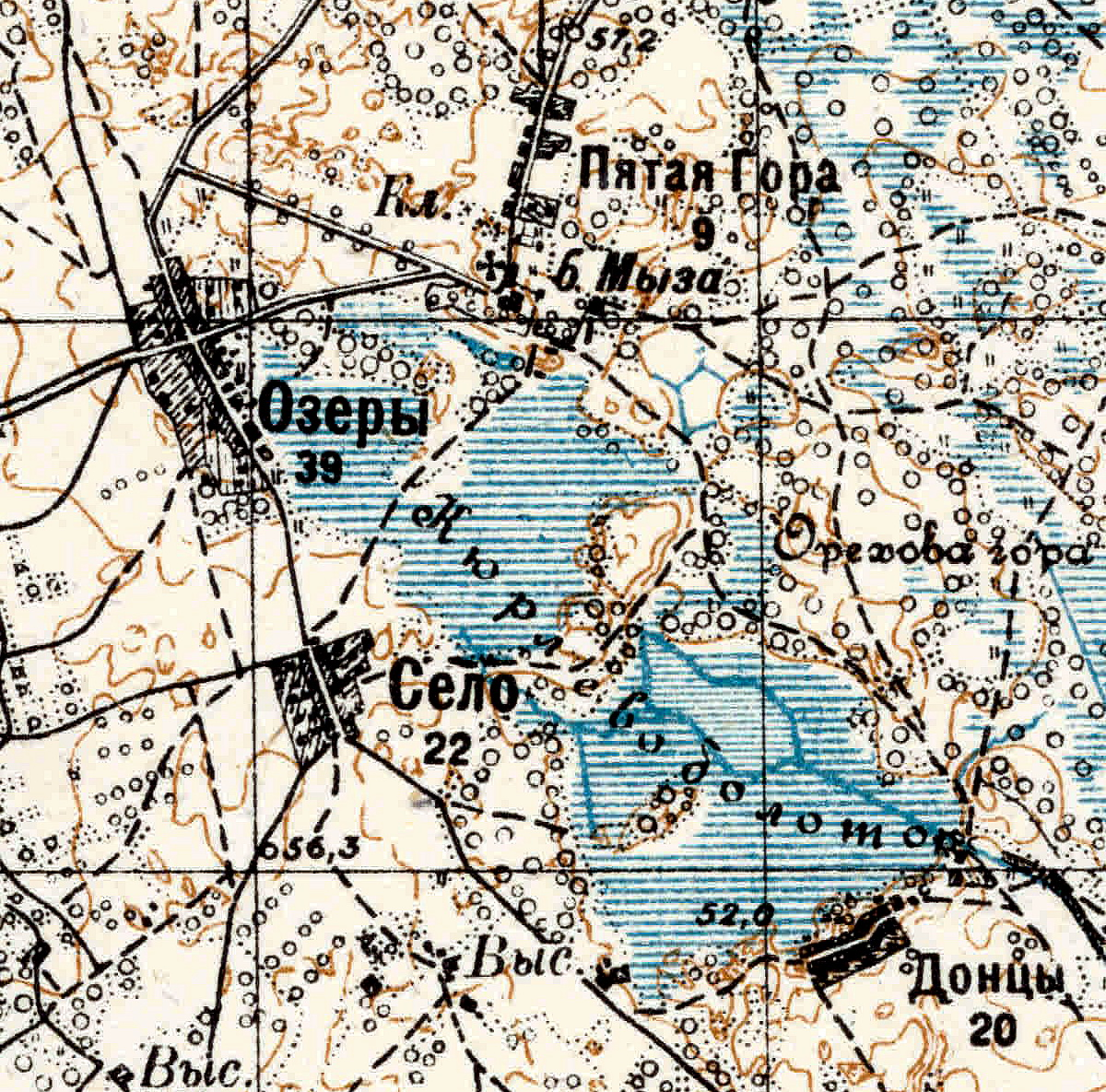
Деревня Пятая Гора на карте 1934 года

Согласно топографической карте РККА 1934 года деревня находилась на северном берегу Кюрлева болота, деревня насчитывала 9 дворов, в ней находились церковь и «бывшая мыза».
В 1940 году население деревни Пятая Гора составляло 112 человек.
C 1 августа 1941 года по 31 декабря 1943 года деревня находилась в оккупации.
С 1963 года в составе Кингисеппского района.
С 1965 года вновь в составе Волосовского района. В 1965 году население деревни Пятая Гора составляло 60 человек.
По административным данным 1966, 1973 и 1990 годов деревня Пятая Гора входила в состав Калитинского сельсовета Волосовского района.
В 1997 году в деревне проживали 8 человек, в 2002 году — 10 человек (русские — 90 %), в 2007 году — 7.

## География
Деревня расположена в восточной части района к востоку от автодороги 41К-356 (Курковицы — Глумицы).
Расстояние до административного центра поселения — 6,5 км.
Расстояние до ближайшей железнодорожной станции Кикерино — 9 км.
Деревня находится близ Кюрлевских карьеров.

## Демография
| 1862 | 2002 | 2007 | 2010 | 2017 |
| ---- | ---- | ---- | ---- | ---- |
| 73   | ↘10  | ↘7   | ↗20  | ↘16  |

### Национальный состав
Согласно данным Всероссийской переписи населения 2021 года в деревне проживали 26 человек, из них:
 русские — 23, якуты — 3 человека.

## Достопримечательности
- Парк бывшей усадьбы Брискорнов с развалинами Троицкой церкви (1826 г.)[30]

## Фото

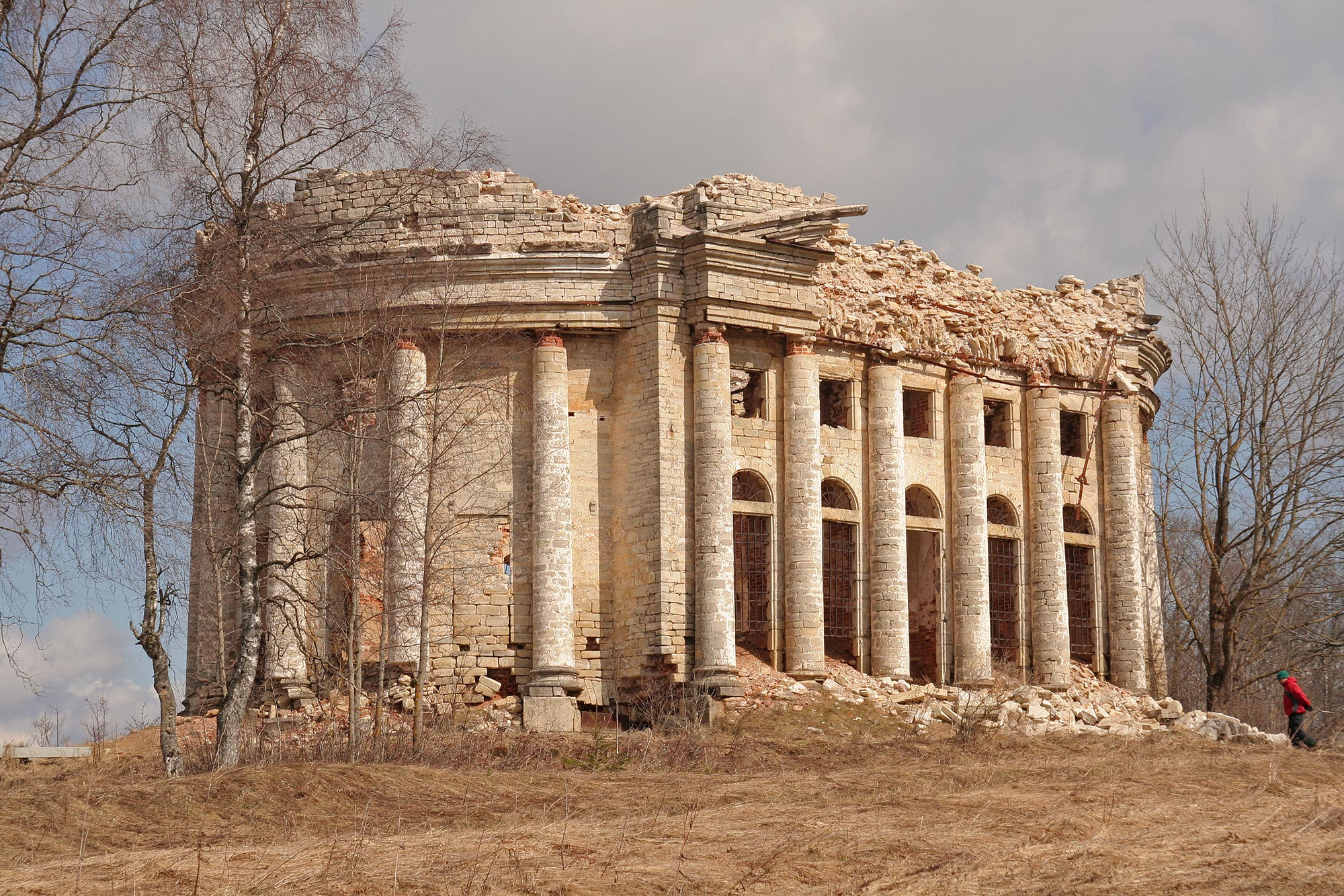
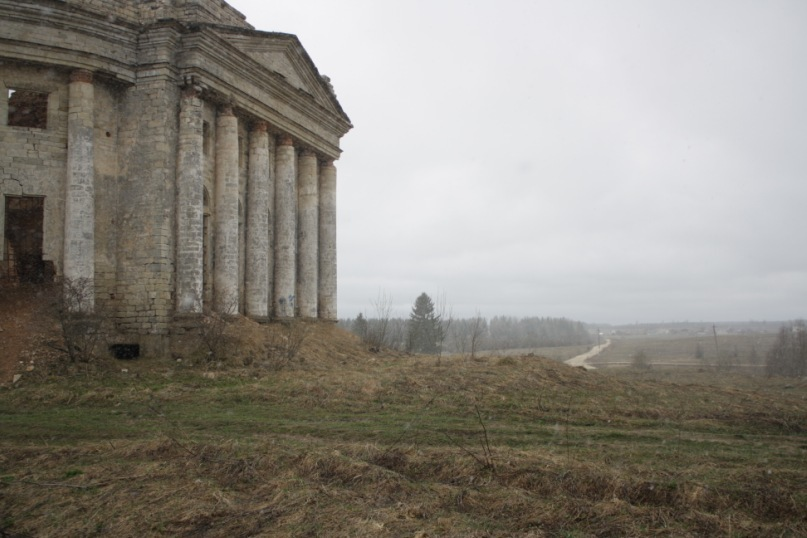
Руины Троицкой церкви в деревне Пятая Гора
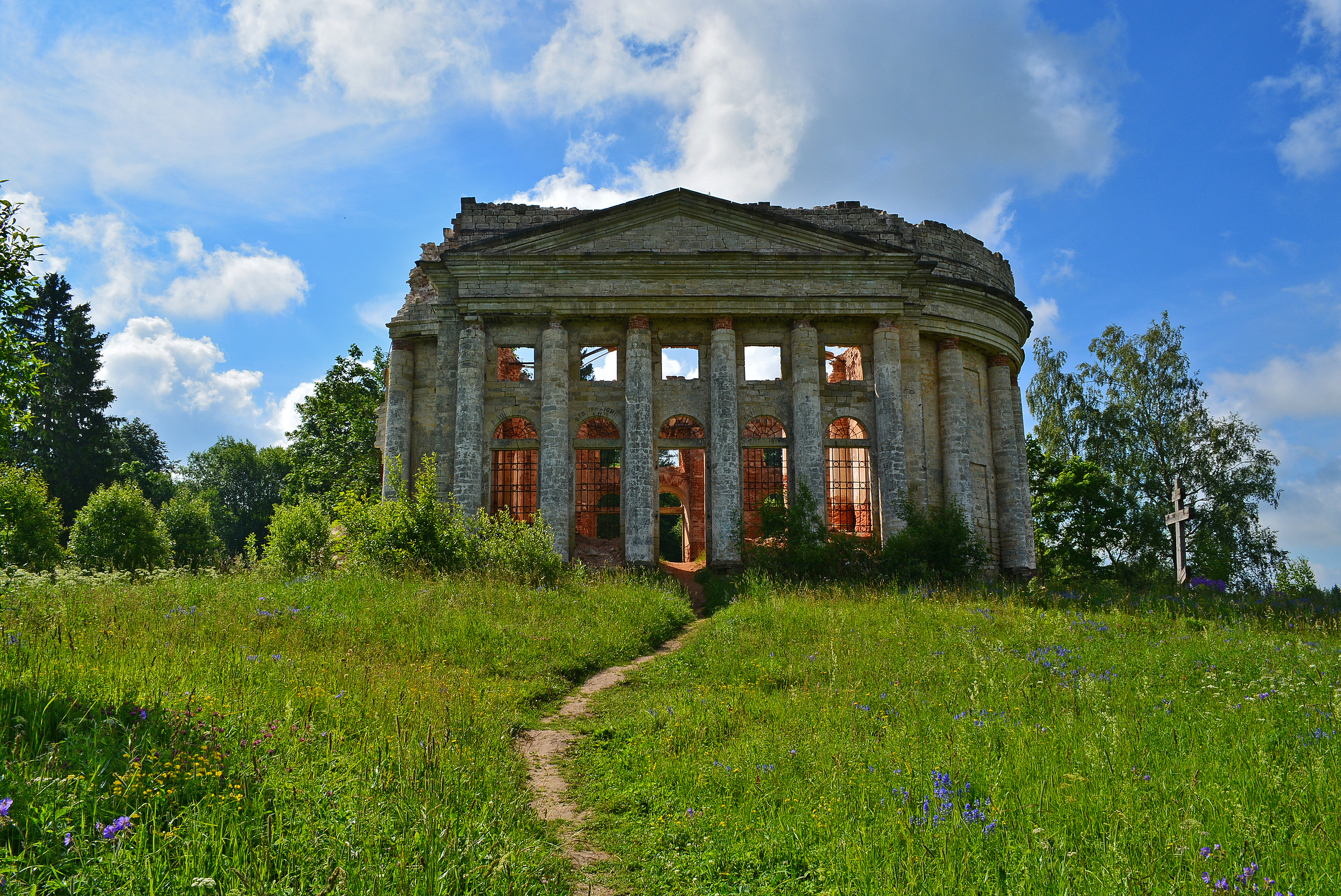

## Улицы
Дружная, Лесная, Морская, Ольховая, Пикалёво, Солнечная, Усадьба Пятая Гора, Центральная.